# Jakt (veler)

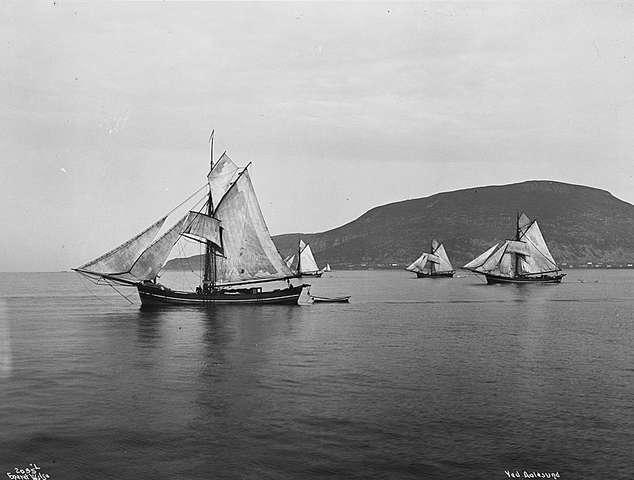
Jakt navegant

Un jakt és un veler de buc ample i pla, amb un sol arbre, petit i de navegació ràpida, probablement d'origen holandès. Els jakts tenien bauprès i botaló, amb vela major cangrea, gàbia i dues o tres veles de trinquet ( flocs ). També solia tenir l'anomenat breifokk, una mena de floc.

## Etimologia
El terme jakt té el seu origen en l'expressió holandesa jacht o jachtschip, que fa referència a un veler veloç. La paraula també és l'origen del terme anglès yacht, encara que aquest terme descriu un tipus d'embarcació completament diferent – una embarcació d'esbarjo de grans dimensions.

## Descripció

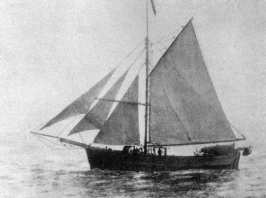
"Gjøa", el jakt Hardanger que es va convertir en el vaixell de gel d'Amundsen.

Els jakts es van construir principalment com a vaixells de càrrega per a fiords i zones costaneres properes, però també es podien utilitzar jakts més grans i de nova construcció per navegar creuant l'Oceà Atlàntic. Aquest tipus de vaixell es va construir basant-se en les experiències i les idees dels diferents constructors de vaixells sobre els detalls de construcció que oferien les millors propietats d'ús.

## Jakt tipus galea
Últimament s'han fet jakts més grans i més llargs, sovint aparellats amb dos pals a manera de galees, és a dir, amb el pal de popa, la messana, més baix que el pal més gran, més a proa. Una de les raons va ser el fet que es podia passar amb menys personal per manejar aquests vaixells.que es deien jakts o "Jaktegaleas".

## Jakt-Hardanger

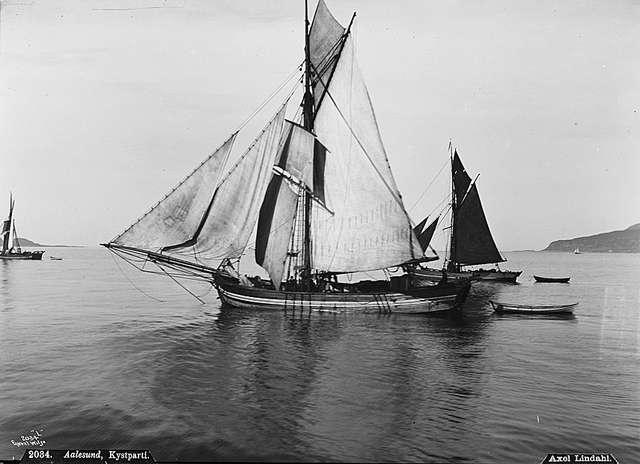
Jakt-Hardanger a Vigrafjorden, prop de Ålesund. Foto: Axel Theodor Lindahl (1841–1906)

Un Hardangerjakt és un veler d'un sol pal, i el buc amb mirall de popa, aparellat amb vela cangrea i botavara que era un tipus d'embarcació popular a finals del segle xix . Principalment, el jakt s'utilitzava com a vaixell de càrrega en el transport costaner, especialment per transportar peix salat des del nord de Noruega a l'oest de Noruega.
"Anna af Sand" és el vaixell "encara a flotació" més antic d'Europa, avarat el 1848, conservat com un exemple típic de jakt-Hardanger. El vaixell és propietat del Museu Marítim de Stavanger. Tot i que el seu aparell és de cúter, la referència en anglès l'anomena "sloop".

## Jakt vs. jekt
El jakt i el jekt són dos tipus d'embarcació semblants en mida, però que es distingeixen tant per la forma del buc com per la construcció i l'aparell. Els termes són tan similars que sovint es fan servir indistintament per error. En alguns llocs, el significat de jet s'ha quedat arrelat, de manera que s'utilitza (encara incorrectament) per a ambdós tipus d'embarcacions, com ara els vaixells de pesca de Ryfylke .
Els jekts solien ser vaixells més petits, oberts o amb mitja coberta, mentre que els jakts més grans tenien una coberta completa. Els jakts es construïen amb buc llis (kravell), en canvi els jekts es construïen amb buc tinglat a la manera nòrdica. La diferència més notòria és la vela de proa del jekt versus l'aparell de vela cangrea amb bauprés del jakt.
Quan els jakts de Hardanger més grans viatjaven amb càrregues de llenya i fruita des de Hardanger a les ciutats de la costa, sovint portaven un jekt més petit a la càrrega. A la província de Rogaland, aquests vaixells van ser sobrenomenats Hardangergeit.